# Дивна
Дивна Миленова Станчева, по-известна само като Дивна, е българска певица.

## Биография и творчество
Дивна е родена на 19 май 1997 г. в Русе. Добива популярност с участието си в риалити предаването „Пей с мен“, в което тя печели заедно с Миро, едва на единадесет години, като певецът по-късно става неин продуцент.
През 2009 г. заедно с Миро записва песента „Един коледен момент“, която е по негови музика и текст.
На 15 септември 2011 г. издава дебютния си сингъл „И ти не можеш да ме спреш“, в който участват и Миро, и Криско, чието дело е и самата песен. Записва и общо коледно парче за българската коледна реклама на Кока-Кола, заедно с Богомил, Поли Генова, Орлин Павлов, Орлин Горанов и Лексъс, наречено „Заедно с теб“.
На 1 декември 2012 г. се появява клипът към новия ѝ самостоятелен албум „Готов ли си за мен“. Автор на музиката, текста и аранжимента отново е Криско.
На 29 юни 2013 г. подписва с продуцентската компания „Монте Мюзик“, с която се асоциират и едни от най-нашумелите млади изпълнители. Като част от конкурса „Зелената песен на България“, Дивна участва в песента на Били Хлапето „Слънчеви дни“, която се състезава с още 6 песни за едноименната титла.
На 13 февруари 2014 г. Дивна представя новия си самостоятелен албум „Мойта музика“, заедно с клипа му, в клуб „Дабъл Блек“ в София. Автор на музиката е Графа, а текстът е дело на Илия Григоров. Същата година е жури в предаването „Големите надежди“
Изпълнява и песен в българския дублаж на сериала на Disney Channel „Елена от Авалор“. Дивна също озвучава Йи в „Загубеният Йети“.
През 2019 г. участва в предаването на Нова телевизия „Маскираният певец“ в ролята на „Пилето“.
През 2021 г. отново участва в „Маскираният певец“, но като гост-участник в ролята на „Ангелът“.
През 2025 г. участва в „Като две капки вода“.

## Личен живот
На 12 март 2018 г. катастрофира по пътя Русе – София близо до село Българене. Певицата се разминава без тежки наранявания, но нейната приятелка – моделът Кристин Илиева е сериозно ранена, с два счупени крака и вътрешни разкъсвания. Причината за катастрофата е превишена скорост, Дивна е управлявала автомобила със 120 км/ч, при разрешени 60 км/ч. 

## Дискография

### Сингли
- Миро и Дивна – Един коледен момент (2009)
- И ти не можеш да ме спреш (2011)
- Готов ли си за мен (2012)
- Заедно с теб (2012)
- Слънчеви дни (2013)
- Мойта музика (2014)
- Вензи и Дивна – Въпрос на време (2014)
- Какво пък толкова (2014)
- Хипноза (2015)
- Михаела Филева, Прея и Дивна – Забранен достъп (2015)
- Без въпросителни (2015)
- #KillaBee (2017)
- Всичко/нищо (2018)
- Най-синьото синьо (2019)
- Пилето с Милко Калайджиев (2020)
- Напред (2020)
- Сега (2021)